# فوتينيا
الفوتينيا  هي جنس نباتي يتكون من 40 - 60 نوعاً من الأشجار الصغيرة والكبيرة المنتمية إلى عائلة واحدة وهي عائلة ال(Rosaceae).
تنمو الفوتينيا في الأجواء الدافئة في آسيا حيث تتواجد في الهمالايا شرقاً إلى اليابان وجنوباً إلى الهند وتايلاند.

## السمية
تعتبر الفوتينيا نباتاً ساماً للحيوانات الآكلة للعشب. وعلى الرغم من انهم يبتعدون عنها للونها الأحمر إلا أن مجرد اختلاطها بما يأكلون قد يسبب مضاعفات قاتلة فوراً.

## وصلات خارجية
- نباتات الصين : فوتينيا
- نباتات وأشجار صينية